# E67 (trasa europejska)
E67 – trasa europejska pośrednia północ-południe, łącząca Europę Środkową z Finlandią. Na odcinku od Helsinek do Warszawy nazywana jest Via Balticą.

## Przebieg E67
Finlandia – Helsinki – 118 km
- przeprawa promowa przez Zatokę Fińską

 Estonia – 193 km
- droga nr 4 z Tallinna (skrzyżowanie z E20) przez Parnawę do granicy z Łotwą (Ikla-Ainaži)

 Łotwa – 198 km
- droga nr A1 do Rygi (skrzyżowanie z E22 i z E77),
- droga nr A7 do granicy z Litwą (Grenctāle-Sałaty)

 Litwa – 256 km
- droga nr A10 do Poniewieża (skrzyżowanie z E272),
- droga nr A8 do wsi Sitkuny (13 km na północ od Kowna),
- droga nr A1 (autostrada) do Kowna (odcinek wspólny z E85; skrzyżowanie z E262),
- droga nr A5 przez Mariampol (skrzyżowanie z E28) do granicy z Polską (Kalwaria-Budzisko)

 Polska – 818 km
- trasa S61: granica z Litwą (Budzisko) – Ostrów Mazowiecka (węzeł Podborze)
- droga DK8, A8, S8 od granicy z Czechami trasa: Kudowa-Zdrój – Kłodzko – Wrocław (Autostradowa Obwodnica Wrocławia) – Łódź – Piotrków Trybunalski – Warszawa – Ostrów Mazowiecka

 Czechy – 123 km
- droga krajowa nr 33 do Hradca Králové (skrzyżowanie z E442),
- droga krajowa nr 11 do Podiebradów,
- autostrada D11 do Pragi

W Pradze E67 łączy się z trasami E48, E50, E55 i E65.

## Stary system numeracji
Do 1985 obowiązywał poprzedni system numeracji, według którego oznaczenie E67 dotyczyło trasy: Vejle – Middelfart. Arteria E67 była wtedy zaliczana do kategorii „B”, w której znajdowały się trasy europejskie będące odgałęzieniami oraz łącznikami.

### Drogi w ciągu dawnej E67
Lista dróg opracowana na podstawie materiału źródłowego
| Dania | droga nr A18: Vejle – Skærup – Bredstrup – Middelfart |